# 공민영
공민영(1985년 9월 22일 ~ )은 대한민국의 희극 배우이다.

## 학력
- 동명대학교 광고홍보학(휴학)

## 출연작

### 방송
- 웃찾사 (SBS)
- 하땅사 (MBC)
- 개그 스타 (KBS2)
- 개그공화국 (MBN)
- 코미디에 빠지다 (MBC)

## 사건
2010년에 10대 여고생 3명에게 자신을 '방송에 출연하는 개그맨'이라고 소개하며 접근했다. 근처 식당으로 데려가 함께 술을 마시고 모텔을 간 다음 성추행했다. 정작 당시엔 알려지지 않았다가 2014년 1월에 재판으로 넘어가면서 웃찾사 및 SBS에서 출연금지되어 퇴출되었으며 SBS 뿐 아니라 KBS,MBC에서도 출연금지 명단에 올라야 했다. 결국 법원은 허락 없이 방에 들어가거나 추행하는 것이 건전한 일반인의 상식으로 통용되는 것으로 보기 어렵다고 판단해 결국 징역 2년 6월에 집행유예 4년, 성폭력 치료강의 수강 40시간을 선고했다.